# Résolution 442 du Conseil de sécurité des Nations unies
Membres permanents
- Chine
- États-Unis
- France
- Royaume-Uni
- URSS

Membres non permanents
- Allemagne de l'Ouest
- Bolivie
- Canada
- Gabon
- Inde
- Koweït
- Mauritanie
- Nigéria
- Tchécoslovaquie
- Venezuela

Résolution no 441 Résolution no 443
La résolution 442 est une résolution du Conseil de sécurité de l'ONU qui a été votée le 6 décembre 1978 et qui recommande à l'Assemblée générale d'admettre comme nouveau membre des Nations unies le pays suivant : la Dominique.

## Contexte historique
Le pays est admis à l'ONU le 18 décembre 1978,.